# Giovanni Casu
Giovanni Casu (Cabras, 10 giugno 1933 – Cabras, 20 settembre 2024) è stato un musicista italiano.
Era il più autorevole suonatore di launeddas della cosiddetta Scuola di Cabras (nel Sinis).

## Biografia
Giovanni Casu (noto in tutta la Sardegna con il soprannome di Paui) iniziò a suonare le launeddas sin da bambino, apprendendo la tecnica esecutiva e costruttiva dal fratello Daniele. Contrariamente a quanto avveniva in altre scuole dell'isola (quali, ad esempio, quelle del Sarrabus e della Trexenta), a Cabras, all'epoca non era consuetudine studiare le launeddas (localmente dette "sous de canna") con un maestro, di conseguenza l'apprendimento avveniva ascoltando e osservando i suonatori più anziani nelle bettole, in campagna, durante le esecuzioni festive, nelle chiese o nelle processioni.
A nove anni, Casu già suonava durante le processioni del paese. Negli anni Cinquanta era già noto in tutta la Sardegna, nel resto dell'Italia e anche all'estero, dove spesso si esibiva con il fratello Daniele. Il Duo era denominato Duo Paui. Negli anni ottanta fondò una Scuola di launeddas, nella quale insegnò a numerosi allievi provenienti da diverse parti della Sardegna e del resto d'Italia.

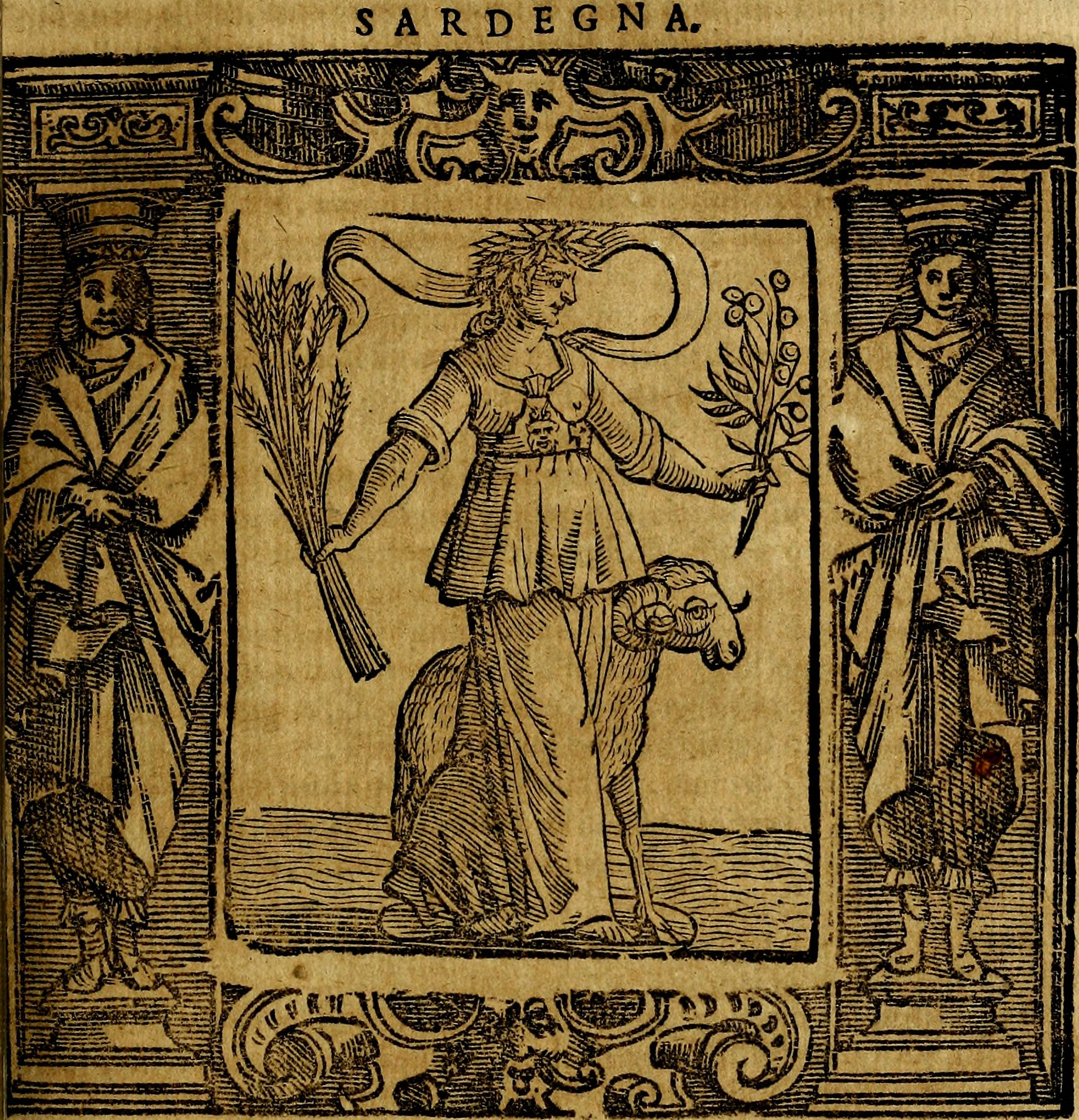
Sardegna, da Iconologia di Cesare Ripa Perugina

Oltre a essere musicista fu un apprezzato costruttore di launeddas. Al momento della morte era uno dei più anziani suonatori di launeddas in attività. Casu fu sempre apprezzato per la conservatività esecutiva, rispettosa cioè della tradizione locale.

## La Scuola di Cabras
Nel panorama delle cosiddette Scuole di launeddas, quella di Cabras occupa una posizione speciale, infatti il repertorio e lo stile cabrarese sono stati studiati, sin dagli anni cinquanta, dall'etnomusicologo danese Andreas Fridolin Weis Bentzon, il quale ebbe modo di evidenziare l'arcaicità delle suonate locali. Le launeddas maggiormente utilizzate nella tradizione sono: sa mediana e su puntu 'e organu.
Anticamente veniva impiegato anche su moriscu, ormai caduto in disuso, anche se costruito ancora oggi da Giovanni Casu, ma solo su richiesta dei collezionisti. Le suonate tipiche del repertorio locale sono: su passu ‘e dusu, su passu ‘e trese, su ballu crabarissu, sa processione (detta anche sa pastorella), sa missa, su passu ‘e cantai. Quest'ultimo è usato per l'accompagnamento de su cantadori, ovvero il cantante poeta dialettale.